# 謝爾曼角

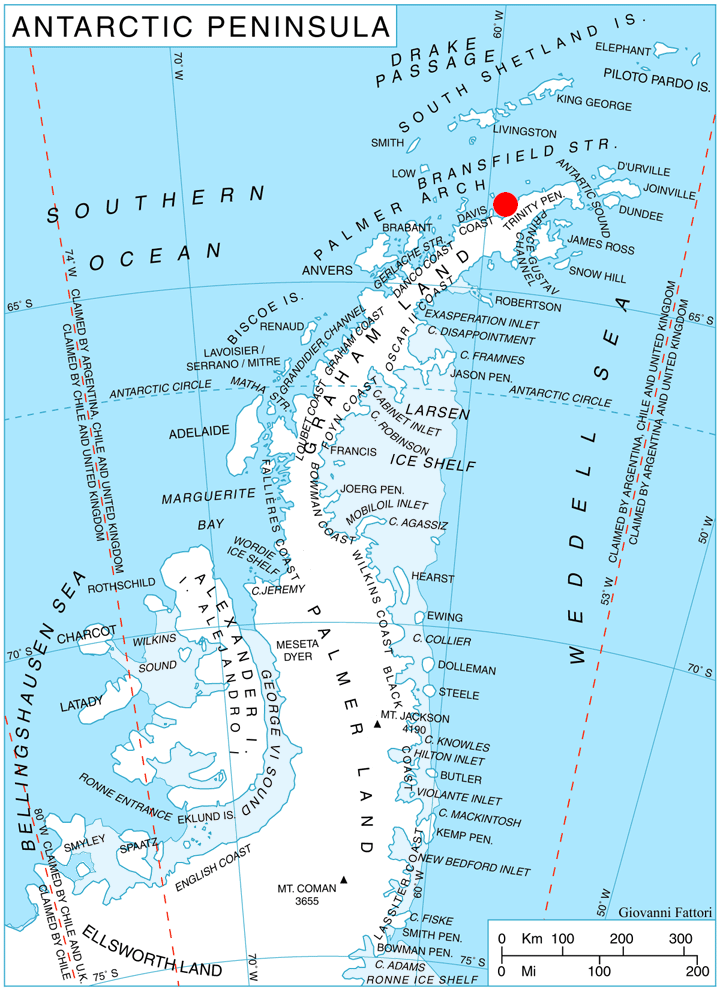

謝爾曼角（英語：Cape Kjellman）是南極洲的海岬，位於貝利察半島西端，是夏科灣入口的東部，挪典探險隊首次把該海岬繪入地圖，以該國的植物學家命名，現時由南極條約體系管理。
63°44′S 59°24′W / 63.733°S 59.400°W